# بایون (نیوجرسی)
بایون (به انگلیسی: Bayonne) شهری در ایالت نیوجرسی کشور ایالات متحده آمریکا است که جمعیت آن در سرشماری سال ۲۰۱۰ میلادی، ۶۳٬۰۲۴ نفر بوده‌است.